# スティグ・ヴェステルベリ
スティグ・エヴァルト・ビョルイェ・ヴェステルベリ（Stig Evald Börje Westerberg,, 1918年11月26日 - 1999年7月1日）は、スウェーデンの指揮者。

## 生涯
1918年、マルメ生まれ。スウェーデン王立音楽院に進学してトール・マンに指揮法を学んだ。また第二次世界大戦後はパリに留学し、パウル・クレツキの薫陶も受けている。
1943年から1946年までスウェーデン王立歌劇場の練習指揮者を務め、1945年にスウェーデン放送交響楽団を指揮して初舞台を踏んだ。1947年から翌年までオスカル劇場の指揮者を務め、1949年にはイェヴレ交響楽団の音楽監督に栄転した。1953年からは古巣のスウェーデン王立歌劇場に指揮者陣に加わる形で舞い戻り、1958年から1983年までスウェーデン放送交響楽団の首席指揮者を歴任した。1978年から1985年まではマルメ交響楽団の首席指揮者も兼任していた。
1999年、リーディンゲにて没。